# پانزدهمین جشن سینمای ایران
پانزدهمین دوره جشن خانه سینمای ایران به دبیری کیومرث پوراحمد در تاریخ بیست‌ویکم شهریور ماه ۱۳۹۰ برگزار شد.

## تعداد نامزدها و برنده‌ها
فیلمهایی که در چند رشته کاندیدای دریافت تندیس بودند:
| یه حبه قند           | ۱۰ |
| جدایی نادر از سیمین  | ۱۰ |
| اینجا بدون من        | ۹  |
| سعادت‌آباد            | ۶  |
| راه آبی ابریشم       | ۶  |
| ورود آقایان ممنوع    | ۶  |
| سی و سه روز          | ۵  |
| مرگ کسب و کار من است | ۴  |
| آینه‌های روبرو        | ۴  |
| بالابان              | ۴  |
| گل‌چهره               | ۳  |
| خیابان‌های آرام       | ۳  |
| سفر سرخ              | ۳  |

فیلمهایی که موفق به دریافت چند تندیس شدند:
| اینجا بدون من       | ۶ |
| جدایی نادر از سیمین | ۴ |

## جوایز[۱][۲][۳]
| تندیس بهترين فيلم - اصغر فرهادی – جدایی نادر از سیمین - سعید سعدی – اینجا بدون من - همایون اسعدیان – سعادت‌آباد - علی سرتیپی – ورود آقایان ممنوع - رضا میرکریمی – یه حبه قند                                                                                | تندیس بهترين کارگردانی - اصغر فرهادی – جدایی نادر از سیمین - بهرام توکلی – اینجا بدون من - محمد بزرگ‌نیا – راه آبی ابریشم - علیرضا داوودنژاد – مرهم - رضا میرکریمی – یه حبه قند                                |
| تندیس بهترين بازیگر زن - فاطمه معتمدآریا – اینجا بدون من - ساره بیات – جدایی نادر از سیمین - لادن مستوفی – گل‌چهره - ویشکا آسایش – ورود آقایان ممنوع - غزل شاکری – آینه‌های روبرو                                                                            | تندیس بهترين بازیگر مرد - رضا عطاران – اسب حیوان نجیبی است و ورود آقایان ممنوع - مهدی هاشمی – آقا یوسف - پیمان معادی – جدایی نادر از سیمین - مصطفی زمانی – قصه پریا - سعید پورصمیمی – یه حبه قند              |
| تندیس بهترين بازیگر زن نقش مکمل - نگار جواهریان – اینجا بدون من - مهناز افشار – سعادت‌آباد - هنگامه قاضیانی – سعادت‌آباد - سهیلا رضوی – یه حبه قند - ریما رامین‌فر – یه حبه قند                                                                               | تندیس بهترين بازیگر مرد نقش مکمل - شهاب حسینی – جدایی نادر از سیمین - حامد بهداد – انتهای خیابان هشتم - بابک کریمی – جدایی نادر از سیمین - حسین یاری – سعادت‌آباد - آریا بهرام‌نژاد – بالابان                   |
| تندیس بهترين فیلمنامه - اصغر فرهادی – جدایی نادر از سیمین - علی رفیعی – آقا یوسف - امیر عربی – سعادت‌آباد - زنده یاد فرشته طائرپور، نگار آذربایجانی – آینه‌های روبرو - پیمان قاسم‌خانی – ورود آقایان ممنوع                                                    | تندیس بهترين فیلمنامه اقتباسی - بهرام توکلی – اینجا بدون من - محمدعلی طالبی – باد و مه - محمدعلی طالبی، محمدرضا یوسفی – علفزار                                                                                |
| تندیس بهترين فيلمبرداری - حمید خضوعی‌ابیانه – اینجا بدون من - تورج منصوری – سی و سه روز - محمد آلادپوش – سعادت‌آباد - فرشاد محمدی – کوچه‌ملی - نادر معصومی – مرگ کسب و کار من است                                                                             | تندیس بهترين تدوین - محمدرضا مویینی – سعادت‌آباد - بهرام دهقان – اینجا بدون من - مصطفی خرقه‌پوش – راه آبی ابریشم - معصومه شاه‌نظری – مرهم - حسن حسن‌دوست، نیما حسن‌دوست – آسمان محبوب                              |
| تندیس بهترين موسیقی متن - کارن همایون‌فر – جرم - علیرضا کهن‌دیری – سیزده ۵۹ - ستار اورکی – کوچه‌ملی - فریدون شهبازیان – گل‌چهره - محمدرضا علیقلی – یه حبه قند                                                                                                  | تندیس بهترين چهره‌پردازی - عبدالله اسکندری – یه حبه قند - کامران خلج – سی و سه روز - سعید ملکان – راه آبی ابریشم - محسن دارسنج – مرگ کسب و کار من است - محمدرضا قومی - جرم                                     |
| تندیس بهترین طراحی صحنه - آتوسا قلمفرسایی – اینجا بدون من - پروین صفری – راه آبی ابریشم - بهزاد آدینه‌زاده – گل‌چهره - محسن شاه‌ابراهیمی – یه حبه قند - کیوان مقدم – جدایی نادر از سیمین                                                                      | تندیس بهترین طراحی لباس - اصغر نژادایمانی – مهتاب روی سکو - منصوره یزدان‌جو – انتهای خیابان هشتم - زنده یاد ژیلا مهرجویی – آدم‌کش - بهزاد کزازی – علفزار                                                        |
| تندیس بهترین صدابرداری - مهران ملکوتی – خیابان‌های آرام - عباس رستگارپور – سی و سه روز - محمود سماک‌باشی – جدایی نادر از سیمین - پرویز آبنار – ورود آقایان ممنوع - بهمن اردلان – یه حبه قند                                                                  | تندیس بهترین صداگذاری و میکس - امیرحسین قاسمی – اینجا بدون من - حسین مهدوی – سی و سه روز - محمدرضا دلپاک – جدایی نادر از سیمین - محمدرضا دلپاک، حسین مهدوی – خیابان‌های آرام - پرویز آبنار – ورود آقایان ممنوع |
| تندیس بهترین جلوه‌های ویژه بصری - امیررضا معتمدی – سی و سه روز - امیررضا معتمدی – راه آبی ابریشم - حسین نجفی – بالابان - سید هادی اسلامی، امیر سحرخیز – گلوگاه شیطان - کامران سحرخیز – یه حبه قند                                                           | تندیس بهترین جلوه‌های ویژه میدانی - نجف فتاحی – راه آبی ابریشم - عباس شوقی – خیابان‌های آرام - زنده یاد محمدجواد شریفی‌راد – سیزده ۵۹ - محسن روزبهانی – خاک و آتش - اصغر پورهاجریان – سفر سرخ                    |
| تندیس بهترین فیلم اول - زنده یاد فرشته طائرپور – آینه‌های روبرو - حمید فرخ‌نژاد – سفر سرخ - سید رضا صافی – بالابان - منیژه حکمت، مرکز گسترش مستند سینمای ایران – چیزهایی هست که نمی‌دانی - علی‌اکبر ثقفی، مرکز گسترش مستند سینمای ایران – مرگ کسب و کار من است | تندیس بهترین کارگردانی فیلم اول - امیر ثقفی – مرگ کسب و کار من است - نگار آذربایجانی – آینه‌های روبرو - فردین صاحب‌الزمانی – چیزهایی هست که نمی‌دانی - سید رضا صافی – بالابان - حمید فرخ‌نژاد – سفر سرخ           |

## مراسم
- تندیس بهترین بهترین کارگردانی انیمیشن و بهترین کارگردانی فیلم اول و بهترین فیلم اول را استاد مهدی فخیم‌زاده و استاد غلامرضا موسوی به ترتیب به زنده یاد وحید نصیریان برای فیلم قلب سیمرغ ، امیر ثقفی برای فیلم مرگ کسب و کار من است و زنده یاد فرشته طائرپور برای فیلم آینه های روبرو اهدا کردند.
- تندیس بهترین جلوه های ویژه بصری را آنا نعمتی و استاد ابراهیم حقیقی به امیررضا معتمدی برای فیلم سی و سه روز اهدا کردند.
- تندیس بهترین جلوه های ویژه میدانی را زنده یاد یدالله صمدی و هانیه توسلی به نجف فتاحی برای فیلم راه آبی ابریشم اهدا کردند.
- تندیس بهترین صدابرداری را استاد جهانگیر میرشکاری و استاد منوچهر اسماعیلی به مهران ملکوتی برای فیلم  خیابان‌های آرام اهدا کردند.
- تندیس بهترین صداگذاری را زنده یاد مسعود بهنام و نیکی کریمی به امیرحسین قاسمی برای فیلم اینجا بدون من اهدا کردند.
- تندیس بهترین طراحی لباس را رامبد جوان و ویشکا آسایش به اصغر نژادایمانی برای فیلم مهتاب روی سکو اهدا کردند.
- تندیس بهترین طراحی صحنه را پانته‌آ بهرام و امیر اثباتی به آتوسا قلمفرسایی برای فیلم اینجا بدون من اهدا کردند.
- تندیس بهترین بازیگر نقش مکمل زن را باران کوثری و حامد بهداد به نگار جواهریان برای فیلم اینجا بدون من اهدا کردند.
- تندیس بهترین بازیگر نقش مکمل مرد را هنگامه قاضیانی و صابر ابر به شهاب حسینی برای فیلم جدایی نادر از سیمین اهدا کردند.
- تندیس بهترین چهره پردازی را فریبا کوثری و داوود میرباقری به استاد عبدالله اسکندری برای فیلم یه حبه قند اهدا کردند.
- تندیس بهترین موسیقی متن را شهرداد روحانی و همایون شجریان به کارن همایون‌فر برای فیلم جرم اهدا کردند.
- تندیس بهترین تدوین را مهناز افشار و واروژ کریم‌مسیحی به محمدرضا موئینی برای فیلم  سعادت آباد اهدا کردند.
- تندیس بهترین فیلمبرداری را مسعود رایگان و علیرضا زرین‌دست به حمید خضوعی‌ابیانه برای فیلم اینجا بدون من اهدا کردند.
- تندیس بهترین بازیگر نقش اول زن را رویا تیموریان و همایون اسعدیان به فاطمه معتمدآریا برای فیلم اینجا بدون من اهدا کردند.
- تندیس بهترین بازیگر نقش اول مرد را مهران مدیری و مریلا زارعی به رضا عطاران برای فیلم های اسب حیوان نجیبی است و ورود آقایان ممنوع اهدا کردند.
- تندیس بهترین فیلمنامه اقتباسی را امین تارخ و زنده یاد کامبوزیا پرتوی به بهرام توکلی برای فیلم اینجا بدون من اهدا کردند.
- تندیس بهترین فیلمنامه را استاد محمود دولت آبادی و فرهاد توحیدی به اصغر فرهادی برای فیلم جدایی نادر از سیمین اهدا کردند.
- تندیس بهترین کارگردانی را کیومرث پوراحمد و حسین یاری به اصغر فرهادی برای فیلم جدایی نادر از سیمین اهدا کردند.
- تندیس بهترین فیلم را محمد مهدی عسگرپور ، محمدعلی نجفی و ابوالحسن داوودی به اصغر فرهادی برای فیلم جدایی نادر از سیمین اهدا کردند.